# Pawłów (województwo opolskie)
Pawłów – wieś w Polsce położona w województwie opolskim, w powiecie brzeskim, w gminie Skarbimierz.
W latach 1975–1998 miejscowość położona była w województwie opolskim.
Od 2004 roku w Pawłowie występuje drużyna piłkarska KS Pawłów (2004-2010 klasa C; od 2010 klasa B rozgrywek).